# لوك سيمبسون
لوك سيمبسون (23 سبتمبر 1994 في المملكة المتحدة - ) (بالإنجليزية: Luke Simpson)‏ هو لاعب كرة قدم بريطاني في مركز حراسة المرمى. لعب مع أولدهام أثلتيك وليستر سيتي وماكليسفيلد تاون ونادي أكرينغتون ستانلي ونادي واتفورد ونادي يورك سيتي وNantwich Town F.C. ‏ ونادي ووركينغتون.

## وصلات خارجية
- لوك سيمبسون على موقع قاعدة بيانات كرة القدم.إي يو (الإنجليزية)
- لوك سيمبسون على موقع Soccerbase.com (لاعب) (الإنجليزية)
- لوك سيمبسون على موقع Soccerway.com (الإنجليزية)